# STS-7
A STS-7 foi uma missão do ônibus espacial Challenger, lançada em 18 de Junho de 1983, a sétima missão com um ônibus espacial e a segunda missão da nave Challenger. Ficou mais conhecida por levar a primeira mulher dos Estados Unidos ao espaço.

## Tripulação
| Posição                  | Astronauta      |
| ------------------------ | --------------- |
| Comandante               | Robert Crippen  |
| Piloto                   | Frederick Hauck |
| Especialista de missão 1 | John Fabian     |
| Especialista de missão 2 | Sally Ride      |
| Especialista de missão 3 | Norman Thagard  |

## Parâmetros da missão
- Massa:
  - Decolagem: 113 025 kg
  - Aterrissagem: 92 550 kg
  - Carga:  16 839 kg
- Perigeu: 299 km
- Apogeu: 307 km
- Inclinação: 28,3°
- Período: 90,6 min

## Principais fatos
O segundo voo da Challenger começou às 7h33 EST de 18 de Junho de 1983, com uma decolagem no horário planejado. Também foi o primeiro voo de uma mulher norte-americana no espaço, Sally Ride, e também possuía a maior tripulação em uma única nave espacial até aquela época, com cinco pessoas.
O grupo incluía Robert Crippen como comandante, realizando seu segundo voo em um ônibus espacial; Frederick Hauck como piloto; Sally Ride, John Fabian e Norman Thagard, todos como especialistas da missão. Thagard conduziu testes médicos de náusea e mal-estar de Síndrome de adaptação ao espaço, frequentemente sentida pelos astronautas durante as fase mais recente de um voo espacial.
Dois satélites de comunicações, Anik C2 da Telesat do Canadá, e o Palapa B1 para a Indonésia, foram lançados com sucesso durante os dois primeiros dias da missão. A missão também carregou o satélite (SPAS-l) construído por Messerschmitt-Bolkow-Blohm, uma firma aeroespacial da Alemanha Ocidental. 
SPAS-l era único pelo fato de ele ter sido desenvolvido para operar no compartimento de carga ou ser liberado pelo braço robótico RMS como um satélite de voo livre. Ele carregava 10 experimentos sobre a formação de ligas metálicas em microgravidade, a operação de aquecedores, instrumentos para observações remotas, e um grande espectômetro para identificar vários gases no compartimento de carga. Ele foi lançado pelo braço robótico e voou ao lado da Challenger por algumas horas enquanto uma câmera no SPAS-1 tirava fotos das manobras do ônibus espacial. O RMS posteriormente agarrou o satélite e o retornou ao compartimento de carga.
A missão também carregava seis carregamentos que continham uma grande variedade de experimentos, assim como a carga OSTA-2, um carga científica da cooperação Estados Unidos-Alemanha Ocidental. Finalmente, a antena Ku-band do veículo foi capaz de transmitir informação do  Tracking and Data Relay Satellite para o controle em terra pela primeira vez.
A STS-7 estava programada para fazer a primeira aterrissagem de um ônibus espacial na pista do Centro Espacial Kennedy. Entretanto, o mal tempo forçou uma mudança para a Pista 23 da Base Aérea de Edwards, da Força Aérea dos EUA. A aterrissagem ocorreu em 24 de Junho de 1983, às 6:57 a.m. PDT. A missão durou 6 dias, 2 horas, 23 minutos, 59 segundos. Ela percorreu 4 072 553 km durante suas 97 órbitas na Terra. A Challenger retornou ao KSC em 29 de Junho.

## Hora de acordar
- 2° Dia: Happy, de Michael Jackson.
- 3° Dia: I Do, I Do, I Do, I Do, I Do, dos ABBA.
- 4° Dia: A Hard Day's Night, dos The Beatles.
- 5° Dia: Viva Las Vegas, de Elvis Presley.

## Galeria

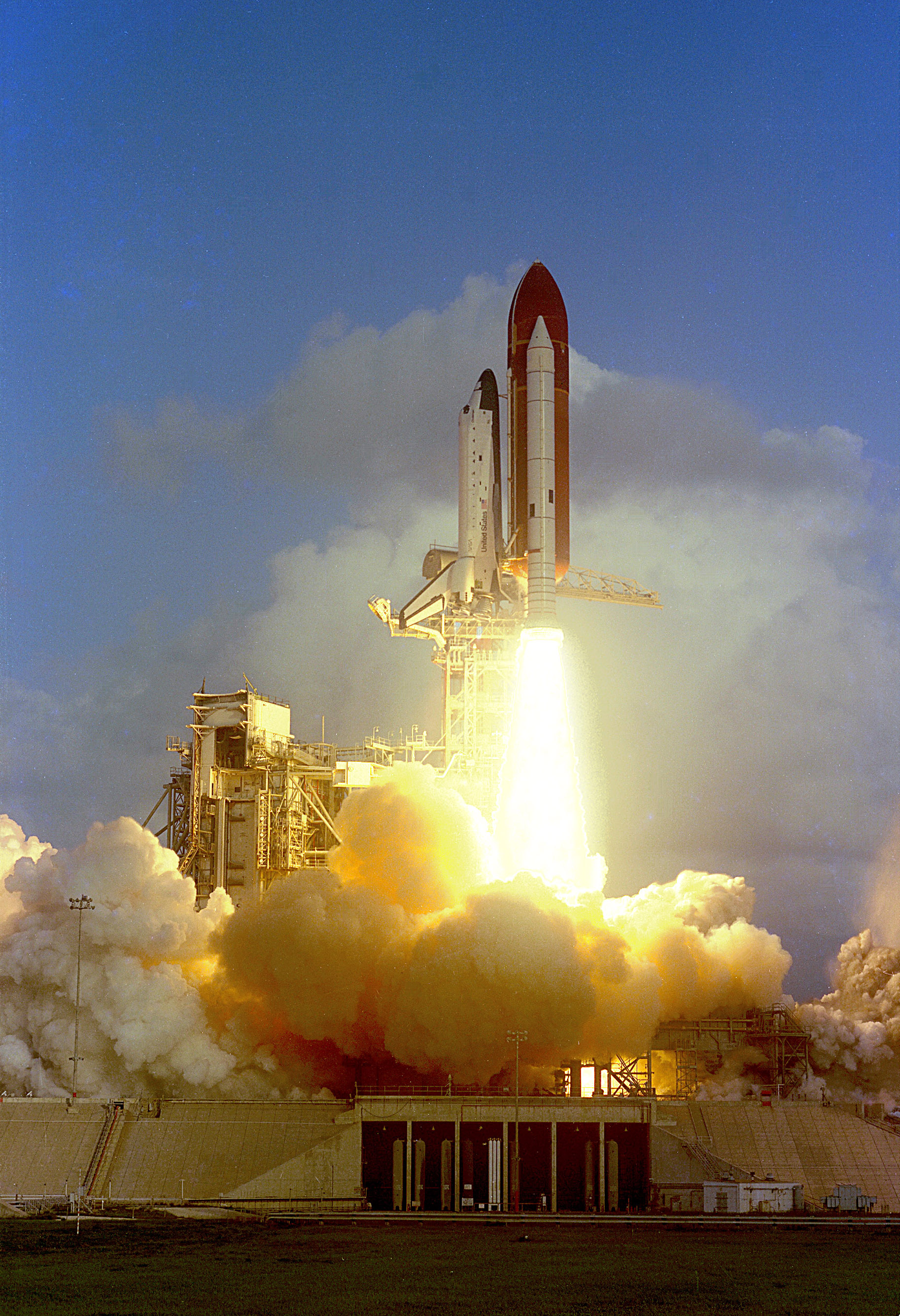
O lançamento da Challenger
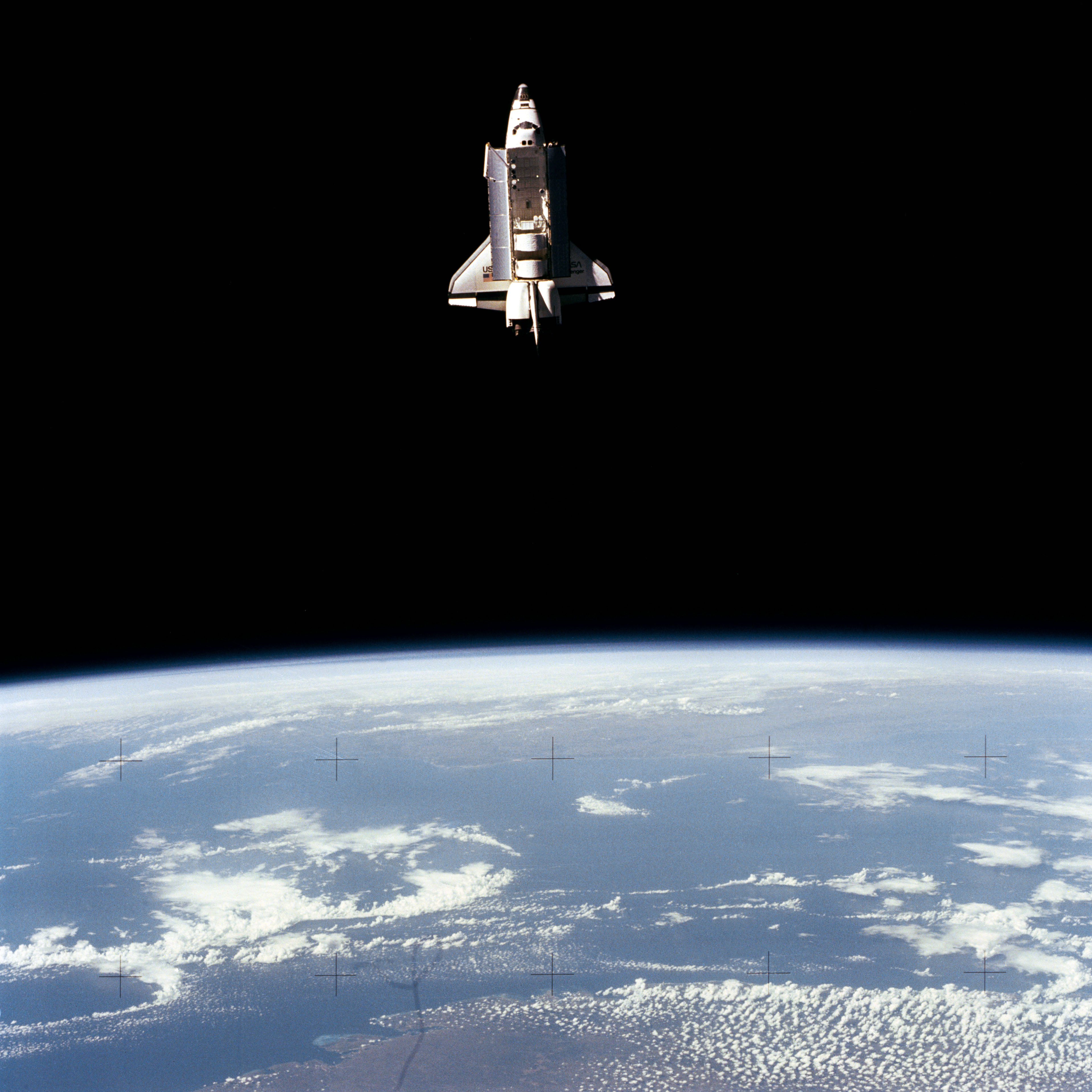
A espaçonave em órbita em 22 de junho de 1983
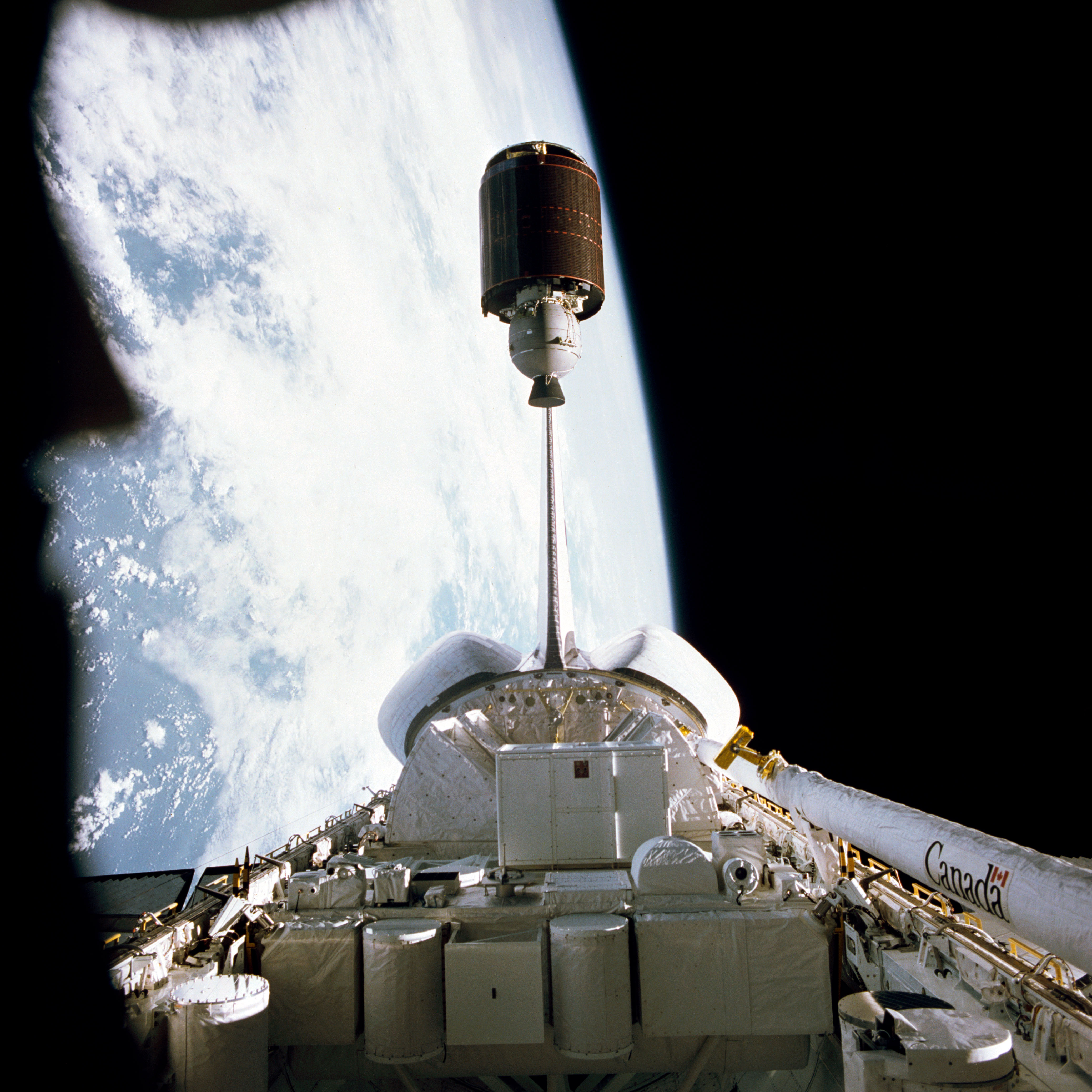
Lançamento do Palapa B1
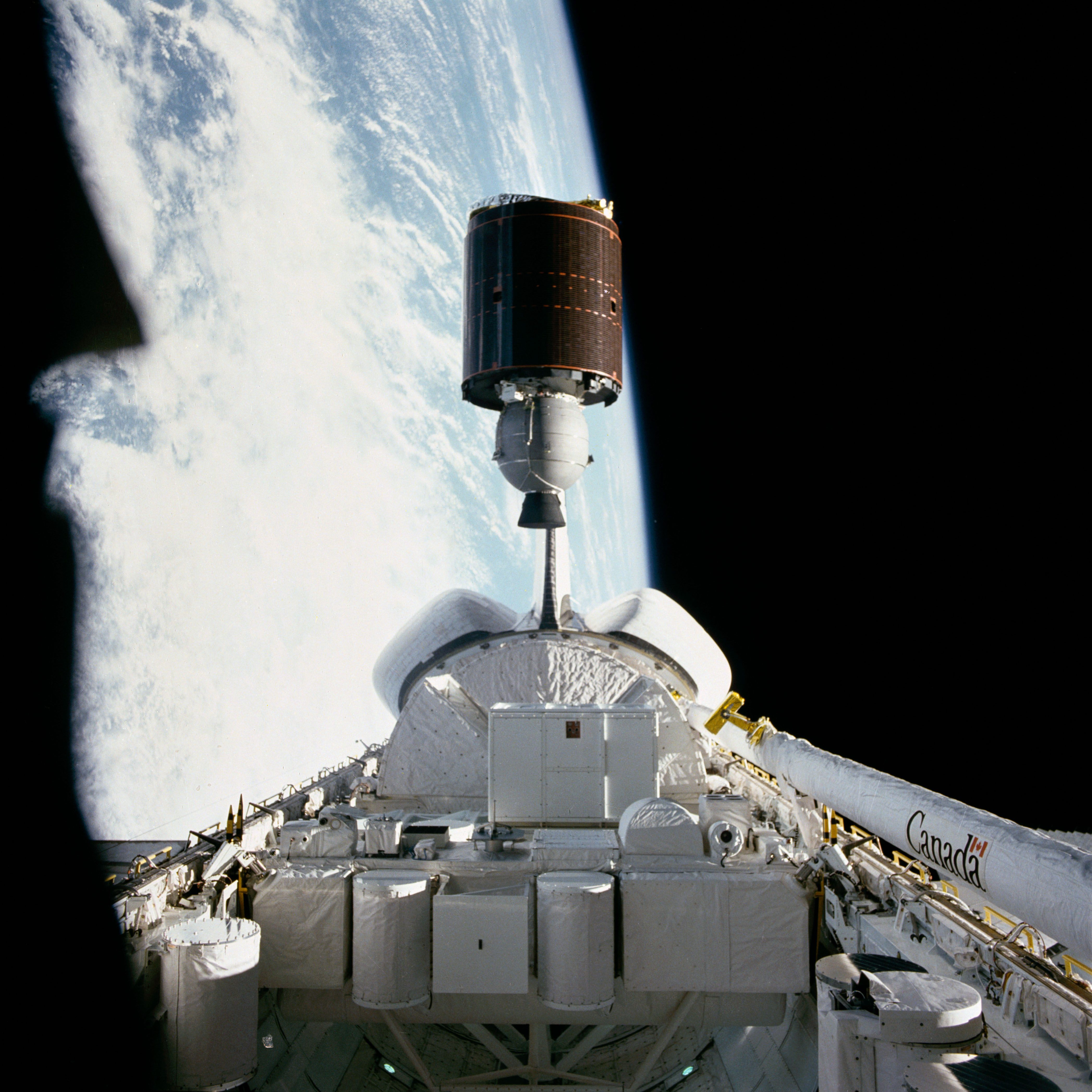
Lançamento do Anik C2
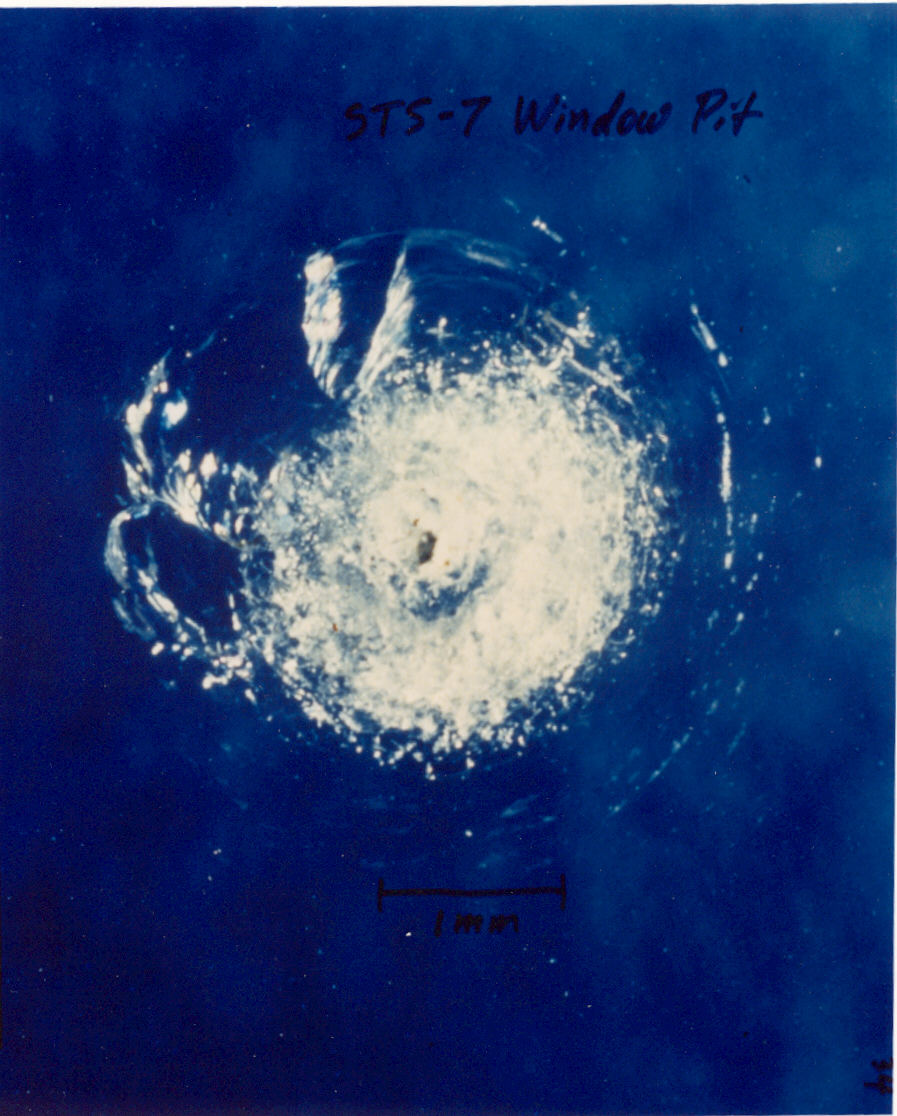
Pit Janela causado pelo impacto e detritos espaciais
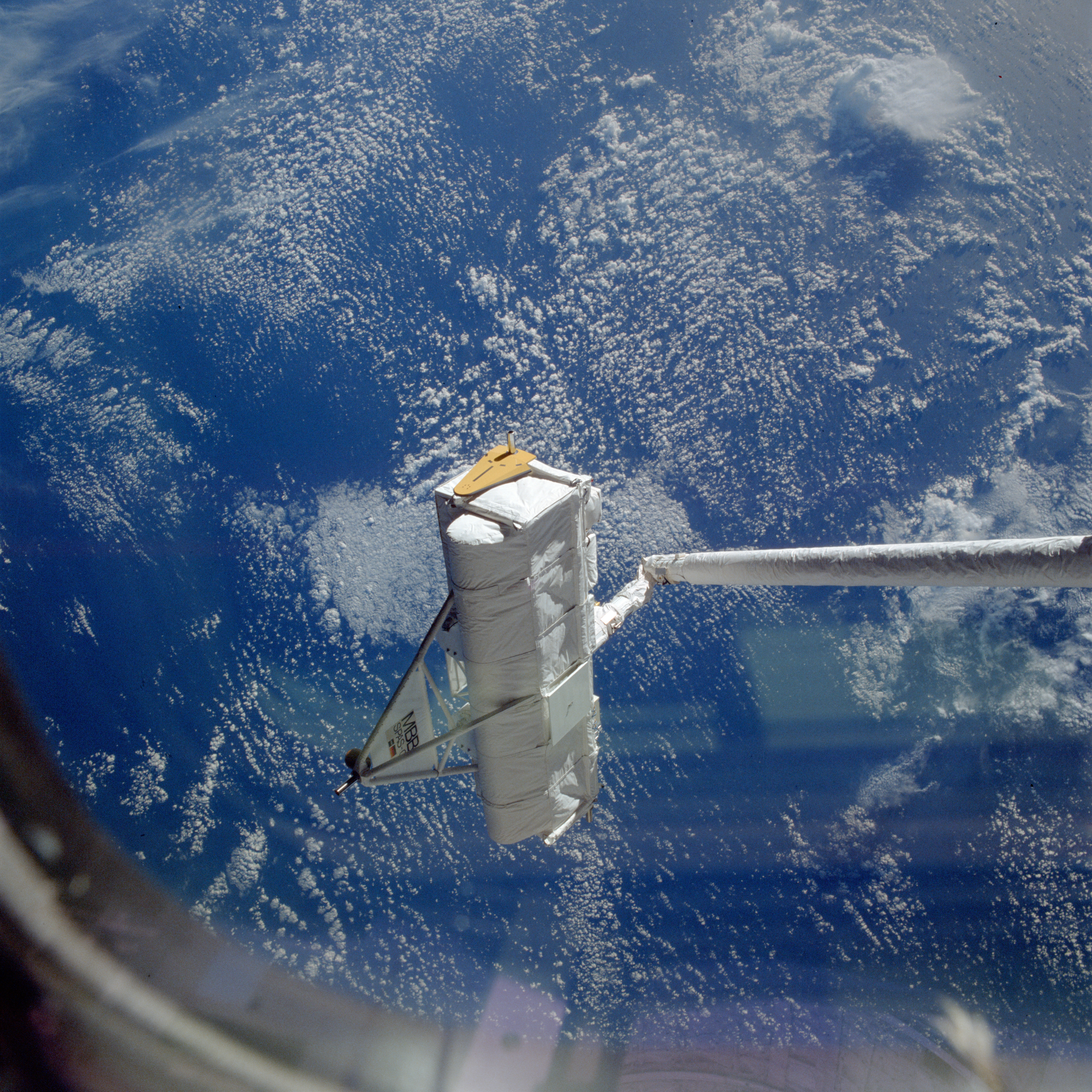
SPAS-1 capturado pelo RMS